# 科片基纳农村居民点
科片基纳农村居民点（俄语：Копенкинское сельское поселение）是俄罗斯联邦沃罗涅日州罗索希区所属的一个农村居民点。其下辖有4个居民点，行政中心为科片基纳。据2016年统计，该农村居民点的人口为1101人。